# Alpenspikkeldikkopje
Het Alpenspikkeldikkopje (Pyrgus warrenensis) is een vlinder uit de familie van de dikkopjes (Hesperiidae). De wetenschappelijke naam is voor het eerst gepubliceerd in 1928 door Roger Verity.

## Verspreiding
De soort komt voor in de Alpen (Zuid-Duitsland, Zwitserland, Oostenrijk, Zuidoost-Frankrijk, Noord-Italië en Slovenië) vanaf een hoogte van 1700 meter. 

## Waardplanten
De rups leeft (hoogstwaarschijnlijk uitsluitend) op Helianthemum alpestre (Cistaceae).